# ویرلی
ویرلی (به انگلیسی: Virley) یک روستا و محله مدنی در بریتانیا است که در کولچستر واقع شده‌است. ویرلی ۶۱ نفر جمعیت دارد.